# دوروثي لودفيغ
دوروثي لودفيغ هي لاعبة رماية كندية، ولدت في 16 يناير 1979 في رنفرو ‏ في كندا.

## وصلات خارجية
- دوروثي لودفيغ على موقع أوليمبيديا (الإنجليزية)
- دوروثي لودفيغ على موقع اتحاد ألعاب الكومنولث (مؤرشف) (الإنجليزية)